# Shepard J. Crumpacker

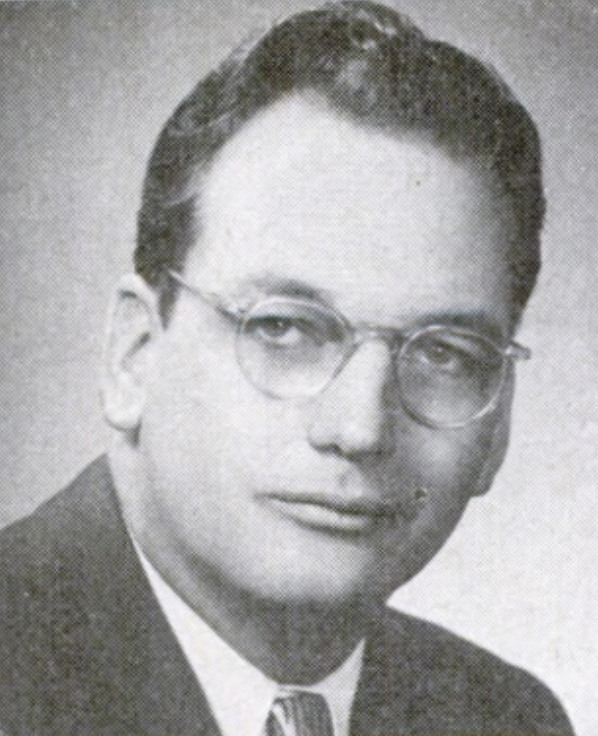
Shepard J. Crumpacker

Shepard J. Crumpacker Jr. (* 13. Februar 1917 in South Bend, Indiana; † 14. Oktober 1986 ebenda) war ein US-amerikanischer Politiker. Zwischen 1951 und 1957 vertrat er den Bundesstaat Indiana im US-Repräsentantenhaus.

## Werdegang
Shepard Crumpacker war ein Cousin der Kongressabgeordneten Edgar D. Crumpacker (1851–1920) und Maurice E. Crumpacker (1886–1927). Er besuchte die öffentlichen Schulen seiner Heimat und studierte danach bis 1938 an der Northwestern University in Evanston (Illinois). Nach einem anschließenden Jurastudium an der University of Michigan in Ann Arbor und seiner im Jahr 1941 erfolgten Zulassung als Rechtsanwalt begann er in South Bend in diesem Beruf zu arbeiten. Während des Zweiten Weltkrieges diente Crumpacker bis 1946 im Fliegerkorps der US Army. Dabei brachte er es bis zu seinem Ausscheiden aus dem aktiven Militärdienst bis zum Oberleutnant. Später gehörte er als Major der Reserve der US-Luftwaffe an.
Nach dem Krieg bewirtschaftete Crumpacker seine Farm. Außerdem begann er als Mitglied der Republikanischen Partei eine politische Laufbahn. Zwischen 1958 und 1970 war er Delegierter auf allen regionalen republikanischen Parteitagen in Indiana. Bei den Kongresswahlen des Jahres 1950 wurde er im dritten Wahlbezirk von Indiana in das US-Repräsentantenhaus in Washington, D.C. gewählt, wo er am 3. Januar 1951 die Nachfolge von Thurman C. Crook antrat. Nach zwei Wiederwahlen konnte er bis zum 3. Januar 1957 drei Legislaturperioden im Kongress absolvieren. Diese waren von den Ereignissen des Kalten Krieges, des Koreakrieges und der Bürgerrechtsbewegung geprägt. Im Jahr 1951 wurde der 22. Verfassungszusatz ratifiziert.
Im Jahr 1956 verzichtete Crumpacker auf eine weitere Kandidatur. Bis 1977 praktizierte er wieder als Anwalt; danach fungierte er bis 1985 als Richter am Superior Court im St. Joseph County. Er starb am 14. Oktober 1986 in seinem Heimatort South Bend, wo er auch beigesetzt wurde.